# Беровци
Беровци (на македонска литературна норма: Беровци) е село в южната част на Северна Македония, община Прилеп.

## География
Селото е разположено в областта Пелагония.

## История
В XIX век Беровци е чисто българско село в Прилепска кааза на Османската империя. В „Етнография на вилаетите Адрианопол, Монастир и Салоника“, издадена в Константинопол в 1878 година и отразяваща статистиката на населението от 1873 година, Беровци (Bérovtzi) е посочено като село с 29 домакинства и 144 жители българи.
Според статистиката на Васил Кънчов („Македония. Етнография и статистика“) от 1900 година Беровци има 230 жители, всички българи християни.
На Етнографската карта на Битолския вилает на Картографския институт в София от 1901 година Беровци е чисто българско село в Прилепската каза на Битолския санджак с 15 къщи.
В началото на XX век българското население на селото е под върховенството на Българската екзархия. По данни на секретаря на екзархията Димитър Мишев („La Macédoine et sa Population Chrétienne“) през 1905 година в Беровци има 120 българи екзархисти и работи българско училище. При избухването на Балканската война един човек от Беровци е доброволец в Македоно-одринското опълчение.
Църквата „Възкресение Христово“ в Беровци е еднокорабна базилика, с полукръгла апсида на източната страна. Изградена е в периодот от 1994 до 2001 година, когато е и осветена. В нея има находка от римско време.
Според преброяването от 2002 година селото има 334 жители, от тях 333 северномакедонци и един друг.

## Личности
Родени в Беровци
- Йордан Петров, македоно-одрински опълченец, 4 рота на 6 охридска дружина[9]
- Стеван К. Ангелов, кметски наместник в период от 1941-1944.[10]